# Nicola Angelucci
Nicola Angelucci (* 10. Juli 1979 in den Abruzzen) ist ein italienischer Jazzmusiker (Schlagzeug).

## Leben und Wirken
Angelucci erhielt bereits in frühen Jahren Unterricht bei Alberto Biondi. Er zog im Jahr 2000 nach Rom, wo er vom Schlagzeuger Lorenzo Tucci und dem Pianisten Luca Mannutza unterrichtet wurde. Auch studierte er am Columbia College in Chicago.
Angelucci war Mitglied des Trios von Enrico Pieranunzi, tourte mit Mario Biondi und gehörte zu den Gruppen von Rosario Bonaccorso, Giovanni Tommaso, Enrico Pieranunzi / Simona Severini, Giovanni Mazzarino, Max Ionata oder Mattia Cigalini. Auch spielte er mit Jazzstars wie Dee Dee Bridgewater, Wynton Marsalis oder Eddie Gomez. Mit Luca Mannutza und Gianluca Renzi bildete er das Roma Trio, das bislang fünf Alben vorlegte. 2023 war er festes Mitglied im Fabrizio Bosso Quartet, im Olivia Trummer Trio, Bebo Ferra Trio und Paolo Recchia Quartet. Er hat an über 70 Einspielungen mitgewirkt.
Angelucci ist darüber hinaus auch als Komponist und Bandleader aktiv: 2010 veröffentlichte er sein Debüt-Album The First One, an dem Sam Yahel, Jeremy Pelt, Johannes Weidenmüller bzw. Kengo Nakamura und Francesco Puglisi mitwirkten. 2013 folgte das Album Beyond the Drums (mit Peter Bernstein), sowie 2021 Changes (mit Gabriele Mirabassi, Olivia Trummer, Luca Bulgarelli) für das Warner Music Italy Label.

## Preise und Auszeichnungen
Angelucci war Gewinner des Wettbewerbs Baronissi Jazz in den Jahren 2000 und 2004 und des belgischen Jazzwettbewerbs von Hoeilaart 2004. 2002 wurde er mit dem Großen Publikumspreis des Concours Tramplin Jazz Avignon geehrt. Benny Golson bezeichnete Angelucci einmal als den besten europäischen Schlagzeuger, mit dem er je gespielt habe.